# Ter Kameren-Ster
Ter Kameren-Ster (Frans: Cambre-Etoile) is een tramhalte van de Brusselse vervoersmaatschappij MIVB, gelegen op de grens met de gemeentes Elsene en Brussel-stad.
De halte bevindt zich op de Terkamerenlaan vlak bij het verkeersknooppunt aan de zuidelijke punt van het park van Abdij Ter Kameren, waar vijf straten samenkomen. Deze straten zijn de twee armen van de Terkamerenlaan, de Emile De Motlaan, de Emile Duraylaan en de Franklin Rooseveltlaan, welke laatste richting het Ter Kamerenbos loopt.
De halte is genoemd naar het iets oostelijker gelegen Sterreplein (Rond-Point de l'Etoile), waarop zeven straten uitkomen.
Heizel · 
Sint-Lambertus · 
De Wand · 
Araucaria · 
Braambosjes · 
Heembeek · 
Van Praet · 
Docks Bruxsel · 
Prinses Elisabeth · 
Demolder · 
Paul Brien-ziekenhuis · 
Louis Bertrand · 
Heliotropen · 
Chazal · 
Leopold III · 
Meiser · 
Diamant · 
Georges Henri · 
Montgomery · 
Boileau · 
Pétillon · 
Arsenaal · 
VUB · 
Etterbeek Station · 
Roffiaen · 
Buyl · 
Ter Kameren-Ster · 
Legrand · 
Bascule · 
Longchamp · 
Gossart · 
Cavell · 
Churchill · 
Vanderkindere
Louiza · 
Stefania · 
Defacqz · 
Baljuw · 
Vleurgat · 
Abdij · 
Legrand · 
Ter Kameren-Ster · 
Buyl · 
Johanna · 
ULB · 
Solbos · 
Marie-José · 
Brazilië · 
Boondaal Station · 
Renbaan van Bosvoorde · 
Lieveheersbeestjes · 
Bosvoorde Station · 
Delleur · 
Wiener · 
Valkerij · 
Tenreuken · 
Seny-park · 
Herrmann-Debroux · 
Oudergem-Shopping · 
Vorstrondpunt · 
Empain · 
Trammuseum · 
Bronnenpark · 
Voot · 
Woluwe Shopping · 
Roodebeek